# Daniel Angelici
Daniel Angelici (Buenos Aires, 3 maggio 1964) è un imprenditore, avvocato e dirigente sportivo argentino.

## Biografia
Nato nel quartiere di Parque Patricios, è stato presidente della squadra di calcio Boca Juniors fino al 2019. Attualmente ricopre la carica di vice-presidente della Federazione calcistica dell'Argentina.